# جورج مورل
جورج مورل (انگلیسی: George Morrell; زاده ۱۸۷۲ – درگذشته نامشخص) مربی فوتبال اهل اسکاتلند بود.
وی از سال ۱۹۰۸ تا ۱۹۱۵ سرمربی باشگاه فوتبال آرسنال بوده است.